# Karlum
Karlum ist eine Gemeinde im Amt Südtondern des Kreises Nordfriesland in Schleswig-Holstein.

## Geografie

### Geografische Lage
Karlum liegt im Westen der naturräumlichen Haupteinheit Lecker Geest (Nr. 690) etwa zehn Kilometer nordöstlich von Niebüll im Bereich der historischen Karrharde an der Karlum Au. Letztere bildet einen zweigeteilten Flusslauf, wovon der westliche in westlicher Richtung über den Dreiharder Gotteskoogstrom, der östliche in südlicher Richtung über die Lecker Au in Richtung der Nordsee abfließt.

### Gemeindegliederung
Zu Karlum gehören die Ortsteile Karlumkirche, Gläserkrug, Sterlau und Karlumfeld.

### Nachbargemeinden
Direkt angrenzende Gemeindegebiete von Karlum sind:
|              | Westre                                      | Ladelund |
| Lexgaard     | Kompassrose, die auf Nachbargemeinden zeigt |          |
| Tinningstedt | Leck                                        | Achtrup  |

## Politik

### Gemeindevertretung
Die im Zuge der Kommunalwahlen in Schleswig-Holstein 2023 erfolgte Gemeindewahl erbrachte das folgende Ergebnis:
Die Kandidaten der Wählergemeinschaft Karlum (WG) erzielten zum wiederholten Male ein hundertprozentiges Ergebnis.

### Wappen
Blasonierung: „Im Verhältnis 3 : 2 von Silber und Grün geteilt. Oben drei bewurzelte Fichten, unten ein Wellengöpel in verwechselten Farben.“

## Kultur und Sehenswürdigkeiten

### Sehenswürdigkeiten
St. Laurentius Kirche
Die erste urkundliche Erwähnung der St. Laurentius Kirche war bereits vor über 800 Jahren. Die Erhaltung des spätromanischen Backsteinbaus mit den dafür typischen Rundbogenfenstern erfolgt unter anderem mit Unterstützung des „Vereins der Freunde der St. Laurentius Kirche zu Karlum e. V.“.

## Infrastruktur
Wenige Kilometer westlich verläuft die Bundesstraße 5 von Niebüll nach Tondern in Dänemark, südlich die Bundesstraße 199 von Niebüll nach Flensburg. Durch die Gemeinde verläuft die Landesstraße 3 von Klixbüll nach Ladelund.

## Persönlichkeiten
- Andreas Hojer (1690–1739), deutsch-dänischer Historiker und Rechtswissenschaftler, wurde in Karlum geboren.
- Henrik Georg Clausen (1759–1840), dänischer evangelisch-lutherischer Geistlicher, wurde in Karlum geboren.
- Der Landwirt und Politiker (Reichstagsabgeordneter der DNVP 1924–1928) Peter Bossen (1866–1958) wurde in Karlum geboren.